# Rolator
Rolator je ortopedsko pomagalo - hodalica sa točkovima. Izumela ju je šveđanka Aina Wifalk 1978. Ona je postala invalid posle prelezanog poliomijelitisa. 
Rolator se sastoji od metalnog (alumijium ili čelik) rama sa tri ili četiri točka veličine kao na dečjim kolicima. Ima rukohvate i kočnice na rukohvatima kao bicikli. Rolator ima i ugrađeno sedište da osoba koja ga koristi može da sedne kada se umori. Rolatori su najčešće opremljeni i korpom za kupovinu. Iznad sedišta se takođe može montirati i plastična tacna koja korisniku omogućuje da na nju stavi hranu i piće. Visina se može podešavati u zavisnosti visine korisnika. Sklopivi su i težine do 10 kg.